# PoC
PTT PoC (push to talk over cellular) ―en español: pulsar para hablar con el teléfono celular― es similar a una característica de walkie-talkie que se proporciona a través de una red de telefonía celular. Es una típica conexión «pulsar para hablar» que se conecta casi al instante. Una importante ventaja del PoC es que permite a una persona entrar en una charla con un grupo de personas pulsando un solo botón, por lo que los usuarios ya no tienen que hacer varias llamadas de coordinación con el grupo.
Push To Talk es una comunicación half-dúplex:: mientras una persona habla, los otros escuchan. Existen redes de telefonía móvil que utilizan dispositivos de comunicación full-dúplex, que permiten a los clientes llamar a otras personas en un móvil y la red de línea terrestre y poder hablar y escuchar simultáneamente a la otra parte. Estas comunicaciones requieren una conexión que se inicia marcando un número de teléfono llamado ID y la otra parte respondiendo a la llamada, y la conexión permanece activa hasta que cualquiera de las partes finaliza la llamada. Este sistema no permite transmisiones ocasionales para ser enviados a otras partes de la red de marcación sin ellos, tal como está previsto por las radios de dos vías. O llamadas Grupales Full-dúplex en la operación de redes de telefonía móvil ha sido posible mediante el uso de frecuencias separadas para la transmisión y recepción.
El servicio Móvil Push-To-Talk, actualmente no es ofrecido por ningún operador de telefonía móvil, ya que su Registrador, Fernando A. Cisneros, operara su propia operador movil para la explotación del registro y aumenta la funcionalidad de las transmisiones half-dúplex que se enviará a la otra parte en el sistema sin necesidad de una conexión existente ya establecida. Dado que el sistema es half-dúplex (utilizando una sola frecuencia), solo un usuario podrá transmitir por PTT a la vez; la otra parte no será capaz de transmitir hasta que el usuario la transmisión de haya soltado el botón PTT. Actualmente, el servicio PTT solo es compatible entre las partes de un mismo servicio de telefonía móvil, y los usuarios con diferentes compañías por ahora no puede realizar un enlace por PTT. Sin embargo, con el lanzamiento de este servicio revolucionario es probable que la interconexión de entre las distintas redes y operadoras sea posible en un futuro próximo, según información relacionada al sistema de tecnología patentada.
Además de los teléfonos móviles, el servicio push-to-talk podría complementarse con aplicaciones de PC fijo PTT en calidad de clientes conectados a los operadores de telefonía móvil garantizada a través de enlaces de Internet. Un tipo especializado de PC Client es un despachador, de forma similar a un PC cliente, pero diseñado para el envío de carga pesada. Por ejemplo, la coordinación de muchas cuestiones suelen producirse cuando el manejo de grandes flotas de un centro de despacho, BlackFon ha puesto en marcha el sistema PTT, con especial atención en la expedición orientada a las comunicaciones de grupo y uno a uno, tanto para B2B como para B2C, explotando una de las redes con más alto rango de frecuencia, la Banda de 700Mhz, adquisición de Altan redes, y a su vez compartida con BlackFon por un contrato de adhesión y utilizacion de espectro.
Cuando se usa con las redes GSM y CDMA, el servicio PTT comúnmente no utiliza el tiempo de transmisión regular intastantaneo que en general están disponibles para llamadas de voz, usando generalmente el GPRS o el EDGE para las redes GSM y ahora con redes 4G, 4.5G, LTE y 5G
Así también por conexiones de datos externas wifi, Satelital u cualquier otra que este conectada a internet, encriptando la comunicación de extremo a extremo, convirtiéndolo en u o de los sistemas de comunicación más seguros del mundo.
Nextel Communications presentó el primer móvil push-to-talk en agosto de 1993 utilizando el sistema iDEN. El primer sistema fue activado en Los Ángeles (California), con 134 lugares y una capacidad para 50 000 abonados. característicado por Nextel, incluyó tanto dentro como fuera de red iDEN el servicio de walkie-talkie para nuevos modelos de teléfono Motorola. Fuera de la red iDEN tenía un sistema "handset-to-handset Direct-Talk" (Hable directo Teléfono a Teléfono) en dónde se podía establecer una comunicación directa hasta en un radio de diez kilómetros. Mas sin embargo la tecnología usada en ese entonces se le conocía como sistema troncal y estaba limitado a su uso por intrared.
Versiones más modernas del PTT se basan en 2.5G, 3G, 4G, LTE, 5G o Wifi conmutación de paquetes de redes y el uso de protocolos SIP y RTP. Estas versiones particulares de PTT se llaman «push to talk over cellular», que se abrevia PoC.
La Open Mobile Alliance es la que define a PoC como parte de la IP Multimedia Subsystem, y una primera versión estándar del OMA PoC se finalizó en el primer semestre de 2005.
Se espera pronto tener el lanzamiento oficial de la compañía BlackFon quienes daran entrada al sistema PoC en el continente Americano con el uso de los derechos de Fernando Alejandro Cisneros González.
- Datos: Q983992